# Асеведо Руис, Леонардо
Леона́рдо Асеве́до Руи́с (исп. Leonardo Acevedo Ruiz; родился 18 апреля 1996 года в Медельине, Колумбия) — колумбийский футболист, нападающий португальского клуба «Спортинг».

## Карьера
Руис — воспитанник академии клуба «Атлетико Насьональ», в 2014—2017 играл за дублирующие составы португальских команд «Порту» и «Спортинга», после чего в 2017 году перешёл в состав последнего. В сезоне 2017/18 на правах аренды играл за «Боавишту». 7 августа 2017 года в матче против клуба «Портимоненсе» дебютировал в чемпионате Португалии, а 30 марта 2018 года в матче против «Тонделы» забил единственный гол за «Боавишту». В августе 2018 года был отдан в аренду в украинский клуб «Заря» (Луганск).

## Достижения
«Порту В»
- Чемпион второй лиги Португалии: 2015/16